# 利斯內 (瓦西里夫卡區)
47°28′10″N 35°20′43″E / 47.46944°N 35.34528°E
利斯内（烏克蘭語：Лісне）是位於烏克蘭東南部的村莊，由扎波羅熱州瓦西里夫卡區的瓦西里夫卡市鎮負責管轄。該村始建於1906年，面積3.84平方公里，海拔高度75米，2001年人口80，人口密度每平方公里20.8人。